# Flankeur
De flankeurs waren een militaire eenheid met een specifieke taak. De term ontstond rond 1814 toen besloten werd om als flankcompagnieën (de compagnieën die links en rechts van de centrumcompagnieën staan) geen aparte grenadiercompagnie en voltigeurcompagnie bij elk bataljon in te delen, maar in plaats daarvan 2 flankeurcompagnieën, die dezelfde taken hadden als de voormalige voltigeurs (hoewel het nog tot 1816 duurde voordat alle eenheden de aanduiding "grenadiers" voor de soldaten van de rechterflankcompagnie hadden losgelaten). Dit type soldaat, de lichte infanterist, was ontstaan aan het eind van de 18e eeuw.
De flankeurs vormden de lichte infanterie van een bataljon; zij konden opereren als de infanterie van linie in twee aaneengesloten gelederen, maar waren ook geoefend  om als lichte infanterie in open gelederen, een zogenaamde tirailleurslinie, te opereren. Ze werden vaak vooruit gezonden in veldslagen om vijandelijke eenheden te ontregelen door hun officieren, tamboers en vaandeldragers uit te schakelen, waarbij ze gebruik maakten van het terrein om dekking te zoeken. De scherpschutters van deze eenheden kregen vaak een onderscheiding; bij de koloniale troepen was dit een enkele rode chevron op de linkeronderarm, zoals de kanonniers der 1e klasse van de artillerie. Vanaf 1815 werd 1 op de 10 man van deze compagnieën met jachtbuksen bewapend.
Flankeurs hadden dus de taak om heel actief aanwezig te zijn, gericht te kunnen schieten en veel eigen initiatief te tonen. Deze eenheden waren zeer geliefd bij de (studenten-)vrijwilligers van 1814-1815 en 1830.

## Nederlandse flankeurs in de veldtocht van 1815
De flankeurcompagnieën, soms nog aangeduid als grenadiers en voltigeurs, werden veelvuldig ingezet in de campagne van 1815. Een voorbeeld van een dergelijke compagnie is de 6e (flankeur)compagnie van het Bataljon Jagers nr. 27, onder commando van kapitein De Crassier. Het Bataljon Jagers nr. 27 was onderdeel van de brigade van Generaal-majoor Bylandt. De brigade bestond verder uit het Bataljon Infanterie van Linie nr. 7 en de Bataljons Infanterie Nationale Militie nrs. 5, 7 en 8. Op de 16e juni 1815 heeft de 6e flankcompagnie in de Slag bij Quatre-Bras in de voorste linies gevochten. Geconfronteerd met een overmacht van Franse troepen onder commando van maarschalk Ney lukte het De Crassier toch om zijn mannen terug te trekken en ondertussen de vijandelijke opmars met gericht vuur te vertragen.
Maarschalk Ney beschikte over twee infanteriedivisies met samen 9700 man tegenover de 2e Nederlandse Divisie Perponcher van 7600 man. Bij de artillerie was de verhouding 22 Franse tegenover 16 Nederlandse stukken veldgeschut. De Nederlanders hadden nog geen cavalerie terwijl Ney beschikte over 1800 cavaleristen, verdeeld over twee regimenten jagers te paard, twee regimenten kurassiers en twee regimenten lansiers. Ney ging even na het middaguur tot de aanval over. De posities van de Nederlandse troepen, het Bos van Bossu en de versterkte hoeve Gemioncourt, werden hardnekkig verdedigd. Toen de hoeve desondanks in handen viel van de Franse infanterie, hergroepeerden de flankeurs zich en nam de compagnie stelling bij het kruispunt dat de slag zijn naam heeft gegeven. Nog eenmaal voerde de 6e flankeurscompagnie samen met de overige troepen van het bataljon een tegenaanval uit, maar werd toen overrompeld door een snelle aanval van Franse cavalerie. De bataljonscommandant, luitenant-kolonel Grunebosch, werd gewond en kapitein De Crassier nam als oudste aanwezige officier het commando van het hele bataljon Jagers op zich. Doordat Britse troepen uiteindelijk te hulp kwamen kon Quatre-Bras worden behouden; de Franse verliezen in deze slag hebben bijgedragen aan de uiteindelijke nederlaag van Keizer Napoleon.
Op 18 juni 1815 volgde de beslissende Slag bij Waterloo. Hier stond de brigade van Generaal-majoor Bylandt in de voorste linie. Napoleon lanceerde een aanval op het Nederlandse deel van de Geallieerde linie. De flankeurs van de diverse bataljon van de Brigade waren vooruit gestuurd om de aanval te vertragen. Uiteindelijk moesten de Nederlandse troepen wijken, tot een tegenaanval van de Britse cavalerie de Fransen stopten en terug drongen. De flankeurs van het Bataljon Infanterie van Linie nr. 7 gingen hierbij vooruit en veroverden de richtvlaggen van het 105eme Regiment Infanterie de Ligne. Na deze aanval was de Brigade Bylandt zo zwaar getroffen dat ze in reserve werd gehouden, hoewel enkele vrijwilligers zich meldden om te mogen blijven op hun posities.
In een andere sector van het slagveld waren ook Nederlandse troepen actief: bij Eigenbrakel lag de 3e Nederlandse Divisie onder generaal-majoor H.G. baron Chassé gelegerd. De 3e Divisie bestond uit de 1e Brigade onder generaal-majoor Detmers en de 2e Brigade onder generaal-majoor d'Aubremé. Deze had rond het dorp de flankcompagnieën van de bataljons onder zijn commando een tirailleurslinie laten vormen. Gedurende de eerste fase van de slag kwamen de flankeurs in contact met Franse cavaleristen; daarbij werden enkele flankeurs van het 36e Bataljon Jagers (2e Brigade) gevangen genomen en raakte een flankeur van het 12e Bataljon Infanterie gewond. Rond 15:00 uur werd de divisie richting het slagveld gedirigeerd, waar ze onder vuur kwam te liggen. Bij de laatste Franse aanval liet Chassé de 1e Brigade van zijn divisie (Detmers) oprukken tegen de Keizerlijke Garde. De aanval dreef de Franse troepen terug, en werd voortgezet tegen de hoeve La Haye Sainte; de beide flankcompagnieën van het 2e Bataljon Infanterie gingen voorop in de aanval. De flankcompagnie van het 4e Bataljon Nationale Militie onder Kapitein Van Hemert nam de Franse cavalerie die ter ondersteuning oprukte onder vuur, terwijl 50 man van de rechterflankcompagnie onder Kapitein De Haan van het 19e Bataljon Nationale Militie met hun aanval 300 Franse kurassiers wisten te verdrijven. Deze flankeurs maakten uiteindelijk als eerste contact met Pruisische troepen bij La Maison du Roi.
De in 1815 opgerichte vrijwillige compagnieën werden ingedeeld bij de bataljons van de Staande Armée en Nationale Militie als flankcompagnie, zoals die van het Bataljon Jagers nr. 16 (studenten-vrijwilligers uit Franeker), Bataljon Jagers nr 18 (studenten-vrijwilligers uit Leiden) en de 2 flankcompagnieën van het Bataljon Infanterie Nationale Militie nr. 5 (vrijwilligers uit Den Haag). Deze compagnieën zijn in juli 1815, -dus na de slagen bij Quatre-Bras en Waterloo- opgeroepen om zich bij het veldleger te voegen. Zij zijn tot september bij hun bataljons gebleven; bij hun thuiskomst zijn de compagnieën weer ontbonden.

## Nederlandse flankeurs in de veldtocht van 1830
In 1830 braken in Brussel, tweede stad van het Koninkrijk der Nederlanden, onlusten uit die ontaarden in een massaal gesteunde opstand tegen het bewind van koning Willem I. De Nederlandse regering mobiliseerde het leger en riep vrijwilligers op.
De schutterijen uit heel Nederland, aangevuld met talloze andere jongemannen gaven aan 's Konings oproep gehoor.  
De studenten van de drie Noord-Nederlandse universiteiten (Leiden, Utrecht en Groningen) en het Franeker Atheneum brachten een compagnie van 129 soldaten bij elkaar om deel te nemen aan wat de "de Tiendaagse Veldtocht" zou gaan heten. Leiden en Utrecht leverden vrijwillige jagerscompagnieën, Groningen en Franeker een compagnie linie-flankeurs. Onder deze universitaire troepen bevonden zich enkele hoogleraren, die uiteraard dienstdeden als officier.
117 Groningse studenten, allen lid van het GSC Vindicat atque Polit, onder leiding van hun voorzitter Abraham Rutgers van der Loeff, marcheerden op 27 november 1830 als een compagnie flankeurs naar Harlingen om vandaar ingescheept te worden. Zij werden ingekwartierd in Tilburg. Volgens een hardnekkige overlevering arriveerden zij een dag te laat voor de slag bij Hasselt. Er viel, zo vervolgt ditzelfde verhaal, desondanks één dodelijk slachtoffer, niet door vijandelijk vuur maar doordat hij beschonken uit een boom viel en daarbij zijn nek brak.
Van het Atheneum van Franeker nemen 31 studenten aan deze tocht mee, de meeste als flankeur. Deze studenten zijn onderdeel van de Flankeur Compagnie van de Hoogeschool van Groningen, die onder commando heeft gestaan van:
Kapitein: W. van der Brugghen
1. Luit.: A.W. van Pallandt
2. Luit.: J.F. van Oordt (hoogleraar)
2. Luit.: W. Vrolick (hoogleraar).
De studenten-soldaten werden in 1831 weer gedemobiliseerd en hervatten hun studie. Koning Willem I verleende aan hen allen het Metalen Kruis. Opmerkelijk is ook dat de Groningse loge L'Union Provinciale op 4 december 1831 als bewijs van erkentelijkheid aan de Compagnie der Vrijwillige Flankeurs het honorair lidmaatschap van de loge en de graad van Leerling Vrijmetselaar honoraris causa aan de maçon kapitein W. van der Brugghen en aan eerste luitenant A.W. Van Pallandt aanbood.
De oud-flankeurs bleven een hechte groep. Nog op 23 mei 1873 woonden leden der voormalige compagnie Groninger en Franeker flankeurs de onthulling bij van het vernieuwde gedenkteken te Heiligerlee.

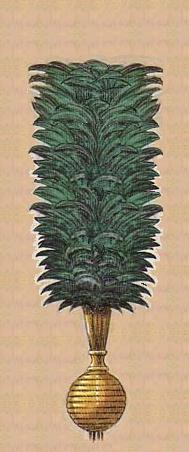
Op hun sjako (hoge klephoed van vilt en leer) droegen de officieren en adjudant-onderofficieren van de Flankeurs der Infanterie deze pluimen.

De geestdrift in de Noordelijke Nederlanden en de "Esprit de Corps" van de Flankeurs is verwoord door de dichter A.C.W. Staring:
"Lied voor de Edelhartige Jongelingschap
onzer Akademien en Athenaeums,
in 1830 vrijwillig tot den krijgsdienst overgegaan."
Minerva greep haar oorlogspeer;
"Ten strijde !" was haar kreet;
Een Konings-hand gaf ons 't geweer;
Wij zwoeren Krijgsmans-eed:
Wij zwoeren Vorst, en Orde, en Wet
Eene onverbreekbre trouw
En hebben 't leven opgezet,
Voor Neerland en Nassouw'.
Heft aan, gij horens! Galme uw koor
Een antwoord op ons lied:
Het galme een valsch gespuis in 't oor,
Dat loerend op ons ziet.
Wie  zijn t die daar vijandig staan?
Zij dragen 't merk der schand'
Met eer ontrolt zich ONZE vaan
Voor 't Regt en 't Vaderland !
Het snoer dat muiters samenbindt,
Die taal en oorsprong scheidt,
Is plunderzucht; hun trouw verzwindt
in 't uur van tegenheid;
Maar verwe ons bloed het slagveld rood;
Maar grijnze alom 't gevaar;
Vereend staan wijl in nood en dood
Een trouwe Broederschaar.

A.C.W. Staring

## Flankeurs in de 21e eeuw: de studentenweerbaarheden
De enige flankeurs die het Nederlandse leger aan het begin van de 21e eeuw nog kent, zijn de studentenweerbaarheden. Officieel zijn zij onderdeel van het leger, maar in geval van een oorlog heffen zij zich op. Een weerbaarheidskorps dat enerzijds wél, maar toch ook weer niet uit reguliere en behoorlijk geüniformeerde manschappen bestaat staat op gespannen voet met het internationaal oorlogsrecht.
De weerbaarheden van 1830, aangevuld met later opgerichte weerbaarheden, oefenen ook nu nog met door de landmacht ter beschikking gestelde karabijnen en handvuurwapens. Op Prinsjesdag en bij de staatsbegrafenis van Z.K.H. Prins Bernhard der Nederlanden, in leven beschermheer van de Studentenweerbaarheden, vormen en vormden de in uniformen naar 19e-eeuws model geklede weerbaarheden, een afzettingshaag.

## Illustraties

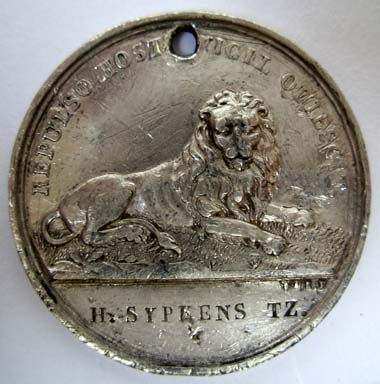
voorzijde

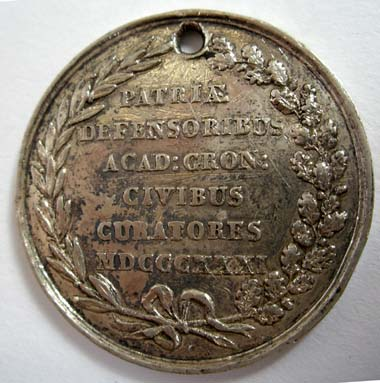
keerzijde

Eerepenning der Groninger en Franeker Flankeurs, 1831
De leden van de Kompagnie Groninger en Franeker Flankeurs kregen bij terugkeer een zilveren penning met een middellijn van 30 millimeter. Op de voorzijde is een liggende Nederlandse leeuw afgebeeld met het omschrift "REPULSO HOSTE VIGIL QUIESCIT" (Latijn: "Hij rust waakzaam na de vijand verdreven te hebben"). Langs de afsnede de afkorting "V.D.K.F." (" Van Der Kellen Fecit", Nederlands: Door Van der Kellen gemaakt) en de ingestempelde naam van de decorandus.
De keerzijde een krans van laurier- en eikenloof, waarbinnen de tekst "PATRIAE / DEFENSORIBUS / ACAD: GRON / CIVIBUS / CURATORES / MDCCCXXXI" (Latijn: "de curatoren aan de verdedigers van het vaderland, burgers der Groningse Academie, 1831").
Hoewel de penning in zilver aan de deelnemers is verleend zijn er ook afslagen in brons en ijzer bekend. De penning is doorboord wat suggereert dat deze aan een lint of koord is gedragen.